# Gojko Mitić
Pour les articles homonymes, voir MITIC.
Gojko Mitić (serbe cyrillique : Гojкo Митић) est un acteur, cascadeur et réalisateur germano-serbe, né le 13 juin 1940 à Strojkovce en Yougoslavie. Il est connu pour ses rôles dans les westerns des productions Deutsche Film AG d'Allemagne de l'Est.

## Biographie

### Jeunesse et formations
Gojko Mitić naît le 13 juin 1948 à Strojkovce, en Yougoslavie, qui fait maintenant partie de la ville de Leskovac dans le sud de la Serbie. Il y grandit avec son frère Dragan. Ses parents sont Timka et Zivojin Mitić, un agriculteur qui combat pendant la Seconde Guerre mondiale si bien que Gojko Mitić et son frère Dragan grandissent avec leurs grands-parents dans un village au Morava.
En 1960, il entre à la faculté des sports de Belgrade pour devenir professeur. À cette époque, bon nombre de productions internationales viennent tourner en Yougoslavie, et bien souvent les figurants sont des étudiants sportifs de l'Université de Belgrade : il participe alors en tant que doubleur et cascadeur à des productions britanniques et italiennes,.

### Carrière

#### Débuts très prometteurs
En 1963, Gojko Mitić double l'acteur-réalisateur américain d'origine hongroise Cornel Wilde dans le rôle de Lancelot pour son film Lancelot, Chevalier de la reine (Lancelot and Guinevere) et décroche un petit rôle non crédité dans La Révolte des Indiens Apaches (Winnetou - 1. Teil) de Harald Reinl, d'après le roman de Karl May. En 1964, le producteur de Rialto Film GmbH, Horst Wendlandt, lui confie alors un rôle secondaire dans Parmi les vautours (Unter Geiern) d'Alfred Vohrer, sous le nom germanisé de Georg Mitic.

#### Avec la Deutsche Film AG (DEFA)

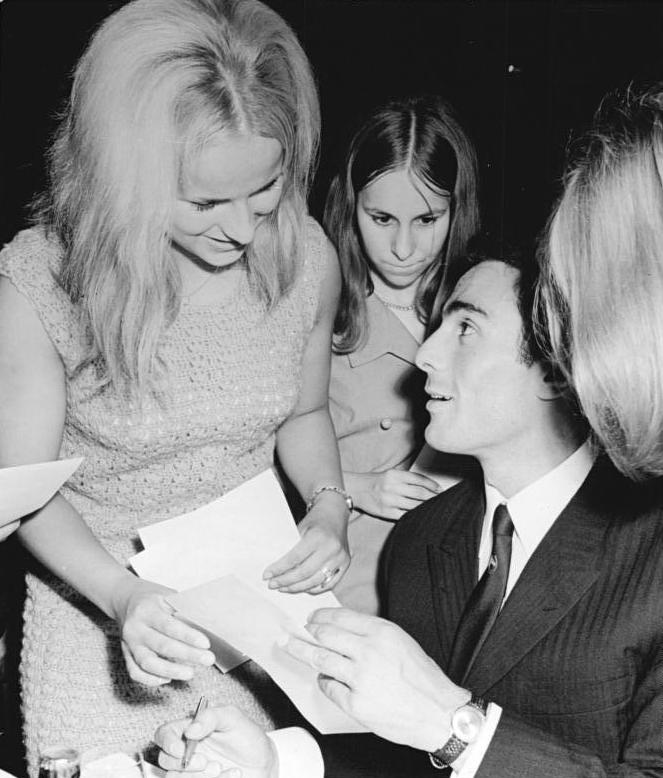
Gojko Mitić signant les autographes, en juillet 1967.

Grâce à la production Deutsche Film AG (DEFA), Gojko Mitić obtient finalement un rôle principal dans Le Fils de la Grande Ourse (Die Söhne der großen Bärin, 1965) de Josef Mach, dont le tournage a lieu en Yougoslavie. Il y joue le jeune chef indien Tokei-Ihto de la tribu des Dakotas chassée de leur réserve par des colons blancs corrompus, sadiques et égoïstes. Grâce à ce succès, sa carrière démarre avec la Deutsche Film AG (DEFA) pour laquelle il interprète des personnages d'amérindiens dans douze films stéréotypés jusqu'en 1984, dans lesquelles il réalise ses cascades lui-même. En revanche, la production décide de le doubler bien qu'il parle couramment allemand pour éviter de stigmatiser les Indiens.
En mars 1969, il remporte le prix d'Artur-Becker-Medaille pour sa représentation artistique.

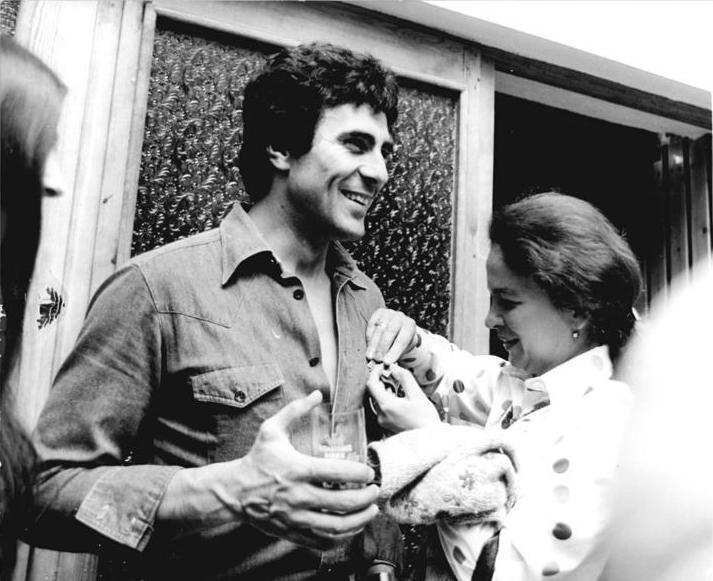
À Neubrandenbourg, en juillet 1978.

Afin échapper à son image de « DEFA-Chefindianers » (Chefs indiens de la DEFA), il se tourne vers d'autres genres comme la science-fiction, avec Signal, une aventure dans l'espace (Signale - Ein Weltraumabenteuer, 1970) de Gottfried Kolditz, d'après le roman de Carlos Rasch. En 1972, il se lance dans la télévision avec une mini-série d'aventure en cinq parties Das Geheimnis der Anden (que l'on peut traduire par Le Secret des Anden) réalisée par Rudi Kurz, aux côtés d'Erwin Geschonneck. En 1974, il retrouve Alfred Müller, quatre ans après Signal de Gottfried Kolditz, dans un téléfilm, Visa für Ocantros, de Kurt Jung-Alsen. En 1977, il est Fabiano Fabiani dans Die Liebe und die Königin, une adaptation théâtrale de Marie Tudor de Victor Hugo (1833).
Entre 1981 et 1989, le comédien écrit et réalise cinq épisodes de la série télévisée pour enfants Jan und Tini auf Reisen, diffusés sur Deutscher Fernsehfunk. Il joue dans d'autres films pour enfants, notamment Der lange Ritt Schule zur et Das Herz des Piraten où il incarne son propre mythe.
En 1988, il reprend le personnage du roman de Karl May dans un téléfilm de DEFA en deux parties Präriejäger in Mexiko. C'est son dernier rôle pour la télévision de la République démocratique allemande.

#### Post-DEFA
Après la réunification de l’Allemagne, la production DEFA étant fermée et les acteurs n'ayant plus d'emploi, Gojko Mitić travaille beaucoup pour la télévision et peu pour le cinéma, décrochant des petits rôles comme, en 1993, Der Kinoerzähler de Bernhard Sinkel et, en 1994, La Poursuite infernale (Burning Life) de Peter Welz (de).
À l'automne 2001, en compagnie du réalisateur Ramon Kramer, il part pendant trois semaines aux États-Unis, au Dakota du Sud et au Montana, pour tourner un documentaire télévisé intitulé Der Berufsindianer - Gojko Mitić in der Prärie, visitant les réserves et les lieux de commémoration des indiens avec lesquels il passe quelques jours.
En 2006, aux côtés de Jutta Hoffmann et Winfried Glatzeder, il reçoit le prix Goldene Henne (prix « Poule d'or ») en hommage aux acteurs de DEFA, au Friedrichstadt-Palast à Berlin.
En 2019, il apparaît dans le film de guerre russe Frontière balkanique (Балканский рубеж) d'Andrey Volgin, traitant de la prise de l'aéroport de Pristina, le 12 juin 1999, par un détachement de parachutistes russes à la fin de la guerre de l'OTAN contre la Yougoslavie, durant la guerre du Kosovo.

#### Comédien de théâtre

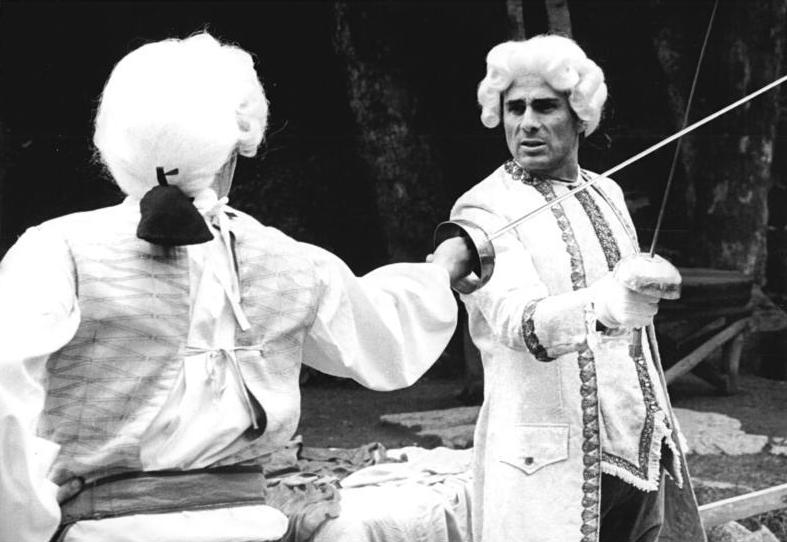
Gojko Mitić en pleine scène de Rinaldo Rinaldini, en 1984.

En 1975, Gojko Mitić entre au Théâtre de la montagne de Thale, en Allemagne. Son premier rôle-titre est Spartacus ainsi qu'entre autres, D'Artagnan dans Les Trois Mousquetaires (Die drei Musketiere, 1979) d'après Alexandre Dumas (1844), Robin des Bois (Robin Hood, 1981) et Rinaldo Rinaldini (1984). Il y met aussi en scène Die Jagd nach dem Stiefel en 1978.
En 1991, il succède à Pierre Brice, endossant à nouveau le costume de Winnetou au Festival Karl May de Bad Segeberg dans le théâtre de plein air du mont Kalkberg, jusqu'en 2006.
Dans les années 1990, il interprète l'Apache Winnetou en plein air de stade de Bad Segeberg.
En 2007, au Théâtre Schwerin, d'après le roman de Ken Kesey (1962), la pièce de Broadway (1963) et le film de Milos Forman (1975), il reprend le rôle du Chef Bromden, le géant indien, pour la fameuse scène Vol au-dessus d'un nid de coucou (Einer flog über das Kuckucksnest).

### Vie privée
En 1974, en plein tournage de Ulzana, Gojko Mitić rencontre l'actrice allemande Renate Blume, divorcée du réalisateur Frank Beyer, avec qui il vit pendant deux ans.

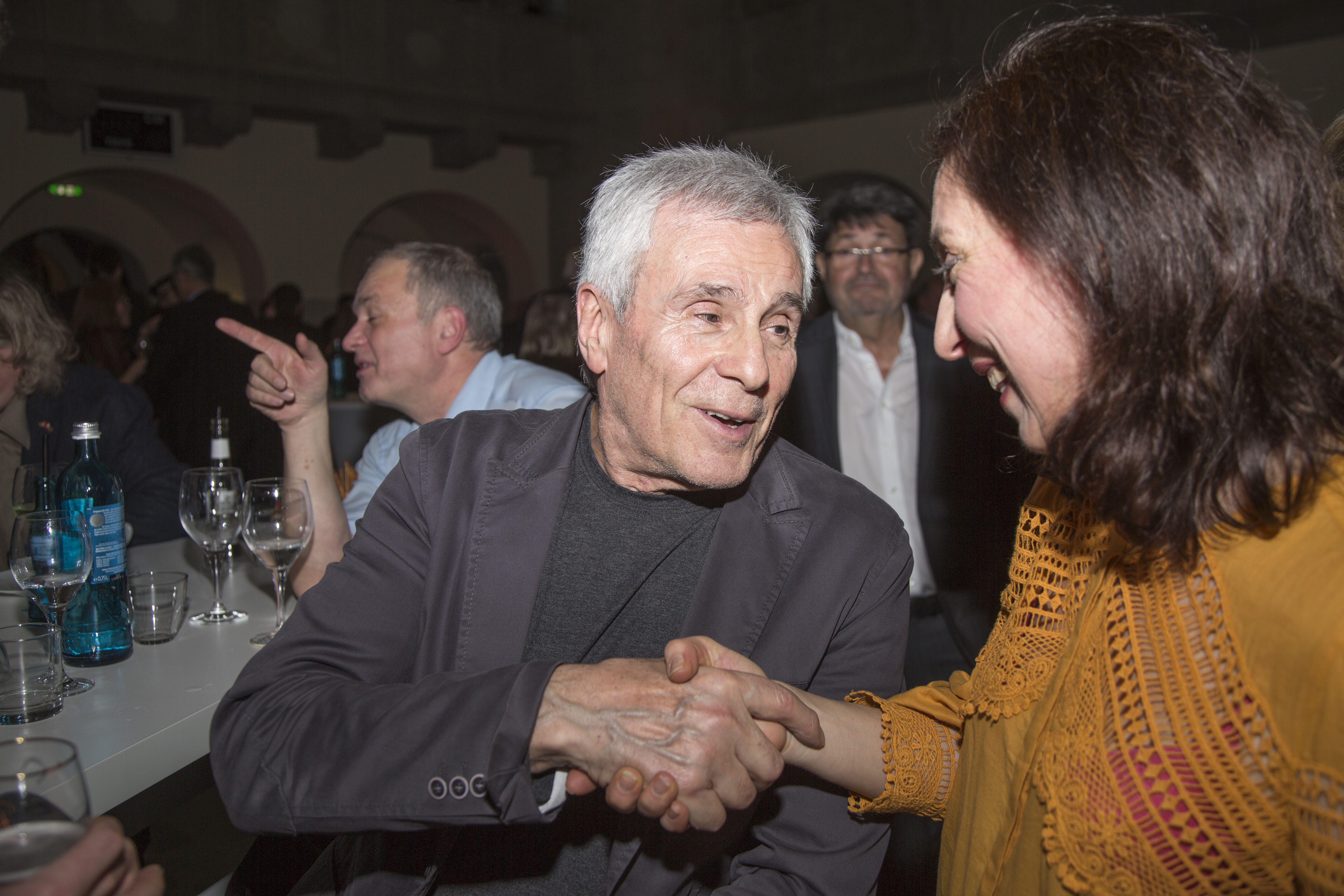
Gojko Mitić en 2018.

Il ne s'est jamais marié et n'a pas de famille. En 2008, dans une interview russe, il déclare qu'il était populaire en Allemagne de l'Est, mais pas en Yougoslavie, son pays natal, parce que ses films n'y ont jamais été projetés.
Il vit actuellement à Köpenick, à Berlin.

## Filmographie

### Acteur

#### Longs métrages
- 1963 : Lancelot chevalier de la reine (Lancelot and Guinevere (non crédité, doubleur de Cornel Wilde)
- 1963 : La Révolte des Indiens Apaches (Winnetou - 1. Teil) de Harald Reinl
- 1964 : Les Cavaliers rouges (Old Shatterhand de Hugo Fregonese : l'Apache (non crédité)
- 1964 : Le Trésor des montagnes bleues (Winnetou - 2. Teil) de Harald Reinl :  Oiseau blanc (non crédité)
- 1964 : Parmi les vautours (Unter Geiern) d'Alfred Vohrer : Wokadeh (sous le pseudonyme de Georg Mitic)
- 1965 : Sur la piste des desperados (Winnetou - 3. Teil) de Harald Reinl : Jicarilla (non crédité)
- 1966 : Le Fils de la Grande Ourse (Die Söhne der großen Bärin) de Josef Mach : Tokei-Ihto
- 1967 : Chingachgook, die grosse Schlange (Chingachgook, die Große Schlange) de Richard Groschopp : Chingachgook
- 1968 : Spur des Falken (Spur des Falken) de Gottfried Kolditz : Weitspähender Falke (sous le pseudonyme de Gojko)
- |1969 : Les Loups blancs (Weisse Wölfe) de Konrad Petzold et Boško Bošković : Faucon agile
- 1970 : Erreur fatale (Tödlicher Irrtum) de Konrad Petzold : Tête rasée
- 1970 : Signal, une aventure dans l'espace (Signale - Ein Weltraumabenteuer) de Gottfried Kolditz : Terry
- 1971 : Osceola de Konrad Petzold : Osceola
- 1972 : L'Homme qui remplaçait la grand-mère (Der Mann, der nach der Oma kam) de Roland Oehme : l'apparition du rêve
- 1972 : Tecumseh de Hans Kratzert (de) : Tecumseh
- 1973 : Les Apaches (Apachen) de Gottfried Kolditz : Ulzana
- 1974 : Ulzana (de) de Gottfried Kolditz : Ulzana
- 1975 : Frères de sang (Blutsbrüder) de Werner W. Wallroth : Harter Felsen
- 1976 : Najduži put (sh) (Најдолгиот пат) de Branko Gapo (sh) : Omar
- 1977 : Ich will euch sehen (ru) (Ich will euch sehen) de János Veiczi : Muratow
- 1978 : Severino (de) de Claus Dobberke : Severino
- 1982 : Der lange Ritt zur Schule (de) de Rolf Losansky : Rote Milan
- 1983 : Der Scout (de) de Jamyanguyn Buntar et Konrad Petzold : Plume Blanche
- 1988 : Das Herz des Piraten (de) de Jürgen Brauer : le père Jakko
- 1988 : Präriejäger in Mexiko : Geierschnabel : le chef Bärenauge
- 1990 : Volio bih da sam golub (sr) (Волио бих да сам голуб) de Miomir Miki Stamenković (sh)
- 1993 : Nyomkeresö d'Eszter Tóth : l'indien d'Öreg (sous le pseudonyme de Gojko Mitiæ)
- 1993 : Der Kinoerzähler de Bernhard Sinkel : l'équestre
- 1993 : Zirri - Das Wolkenschaf (de) de Rolf Losansky : Kutscher
- 1994 : La Poursuite infernale (Burning Life) de Peter Welz : Tankwart
- 1997 : Friedrich und der verzauberte Einbrecher de Rolf Losansky : le chasseur
- 1999 : Helden wie wir (de) de Sebastian Peterson : Yvonnes Vater
- 2002 : The Antman de Christoph Gampl : Fumigimo
- 2006 : Esperanza de Zsolt Bács : Albert
- 2016 : Winnetou – Der Mythos lebt (de) de Philipp Stölzl : Intschu Tschuna
- 2019 : Frontière balkanique (Балканский рубеж) d'Andreï Volguine : Goran Milic
- 2022 : Alfons Zitterbacke – Endlich Klassenfahrt! (de) de Mark Schlichter : Fred

#### Court métrage
- 2012 : Bardo de Jan Wilde : le passeur

#### Téléfilms
- 1974 : Visa für Ocantros de Kurt Jung-Alsen : Maha
- 1976 : Spartacus de Werner Peter : Spartacus
- 1977 : Die Liebe und die Königin de Martin Eckermann : Fabiano Fabiani
- 1977 : Zweite Liebe - ehrenamtlich de Hubert Hoelzke : Peter Papenbold
- 1980 : Alma schafft alle de Konrad Petzold : Hannes Felix
- 1980 : Radiokiller de Wolfgang Luderer : Vogel
- 1981 : Aus der Franzosenzeit de Dagmar Damek : le chef des chasseurs
- 1985 : Außenseiter de Peter Vogel : Klaus Grunow
- 1986 : Weihnachtsgeschichten de Christa Mühl : le père Noël
- 1987 : Das wirkliche Blau de Christa Mühl : Lorenzo
- 1991 : Ein kleiner Knall am Nachmittag de Christine Schmidt-Schaller : M. Winter
- 1998 : Karl-May-Spiele: Unter Geiern - der Geist des Llano Estacado de Jürgen Lederer : Winnetou
- 2001 : Der Solist - Niemandsland de Thomas Freundner : Enrico Nadlini
- 2001 : Karl-May-Spiele: Der Schatz im Silbersee de Norbert Schultze Jr. : Winnetou
- 2002 : Karl-May-Spiele: Im Tal des Todes de Norbert Schultze Jr. : Winnetou
- 2003 : Karl-May-Spiele: Old Surehand de Norbert Schultze Jr. : Winnetou
- 2004 : Karl-May-Spiele: Unter Geiern - Der Sohn des Bärenjägers de Norbert Schultze Jr. : Winnetou
- 2005 : Karl-May-Spiele: Winnetou und das Geheimnis der Felsenburg de Norbert Schultze Jr. : Winnetou
- 2006 : Karl-May-Spiele: Winnetou III de Norbert Schultze Jr. : Winnetou
- 2008 : Entführt - Ich hol dich da raus de Robert-Adrian Pejo : Antonin Sokurov
- 2012 : Europas letzter Sommer de Bernd Fischerauer : Sergei Nikolajewitsch Swerbejew (de)
- 2013 : Cœur de tonnerre (In einem wilden Land de Rainer Matsutani : le chef Tahmahkera

#### Séries télévisées
- 1972 : Das Geheimnis der Anden : Felipe (mini-série, 5 épisodes)
- 1980 : Archiv des Todes : Boris (13 épisodes)
- 1981 : Maxe Baumann : Ondras Nocz (saison 1, épisode 7 : Max bleibt am Ball)
- 1984 : Front ohne Gnade : Pablo Calvo (7 épisodes)
- 1988 : Bereitschaft Dr. Federau : Ferry Kurz (saison 1, épisode 4 : Wiederbelebung)
- 1988 : Präriejäger in Mexiko : Benito Juarez : le chef Bärenauge (2 épisodes)
- 1989 : Mit Jan und Tini auf Reisen : le conducteur du tramway (épisode : Bei den Straßenbahnen)
- 1993 : Salto postale : Arthur Miller (saison 1, épisode 1 : Der Einschreibebrief)
- 1994 : Hecht und Haie : Branko Softe (saison 2, épisode 3 : Spiel mit dem Feuer)
- 1996 : Ärzte : Joel Cutter (saison 2, épisode 5 : Herberge für einen Frühling)
- 1996-1997 : Verbotene Liebe : Roberto Fiorani (55 épisodes)
- 1999-2008 : Küstenwache : Maxim Leo Graf (2 épisodes)
- 2000 : La Preuve par quatre (Aus gutem Haus) : Werner Meister (saison 1, épisode 9 : Fliegende Teppiche)
- 2003 : Schloss Einstein : lui-même (saison 6, épisode 4 : Folge 236)
- 2006 : Une équipe de choc (Ein starkes Team)  Svetozar (saison 1, épisode 32 : Dunkle Schatten)
- 2007 : Ma mère, le véto (Tierärztin Dr. Mertens) : le directeur du cirque (saison 1, épisode 13 : Eine Niere für Nero)
- 2008 : Une famille en Bavière (Forsthaus Falkenau) : Singender Bär (2 épisodes)
- 2008 : Julia - Wege zum Glück : Dr Tecumseh (4 épisode)
- 2010 : Notruf Hafenkante : Peter Ravani (saison 5, épisode 5 : Familienzirkus)
- 2011 : Commissaire Brunetti (Donna Leon) : Tanovic (saison 1, épisode 17 : Das Mädchen seiner Träume)
- 2011 : Brigade du crime (SOKO Leipzig) : lui-même (saison 1, épisode 5 : Der Fall Gojko Mitic)
- 2013 : SOKO Donau (de) : Iwan Sorokin (saison 8, épisode 14 : Schachmatt)
- 2014 : SOKO Stuttgart (de) : Ortwin Michalsky (saison 5, épisode 23 : Traumprinz)
- 2020 : Balkanska medja : Nacelnik Milic (3 épisodes)

### Scénariste

#### Longs métrages
- 1973 : Les Apaches (Apachen) de Gottfried Kolditz
- 1974 : Ulzana de Gottfried Kolditz

#### Série télévisée
- 1983-1990 : Mit Jan und Tini auf Reisen (4 épisodes)

### Réalisateur
Série télévisée
- 1983-1990 : Mit Jan und Tini auf Reisen (5 épisodes)

## Théâtre

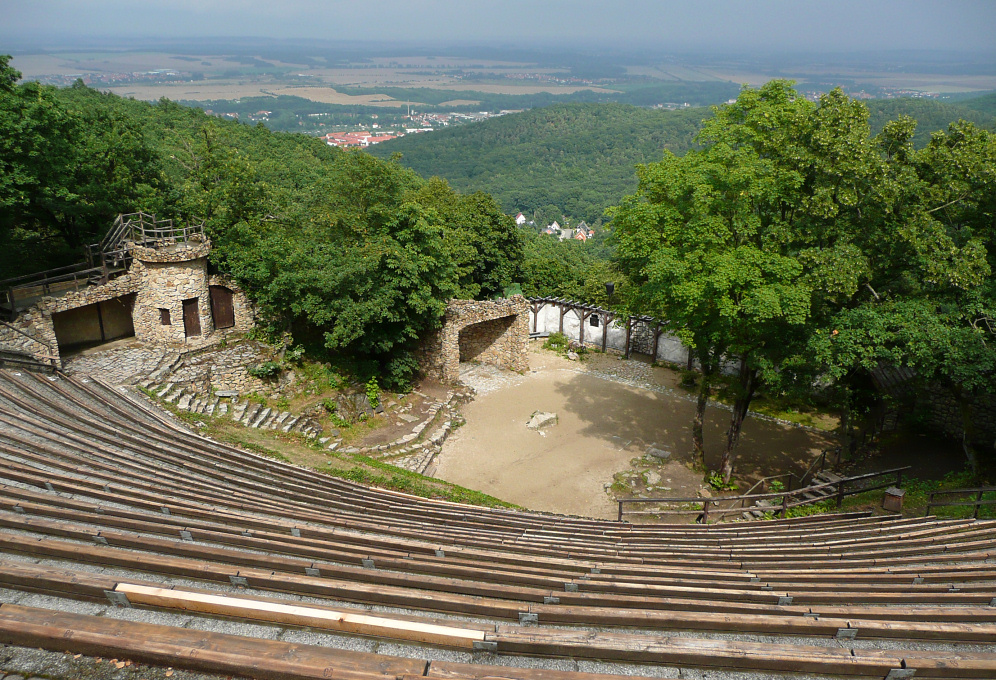
Le Bergtheater Thale

Harzer Bergtheater de Thale, en Allemagne
- 1975 : Spartacus
- 1976 : Diener zweier Herren
- 1978 : Die Jagd nach dem Stiefel
- 1979 : Les Trois Mousquetaires (Die drei Musketiere)
- 1981 : Robin des Bois (Robin Hood
- 1983 : Les Trois Mousquetaires (Die drei Musketiere)
- 1984 : Rinaldo Rinaldini
- 1991 : Winnetou I

Kalkbergstadion de Bad Segeberg

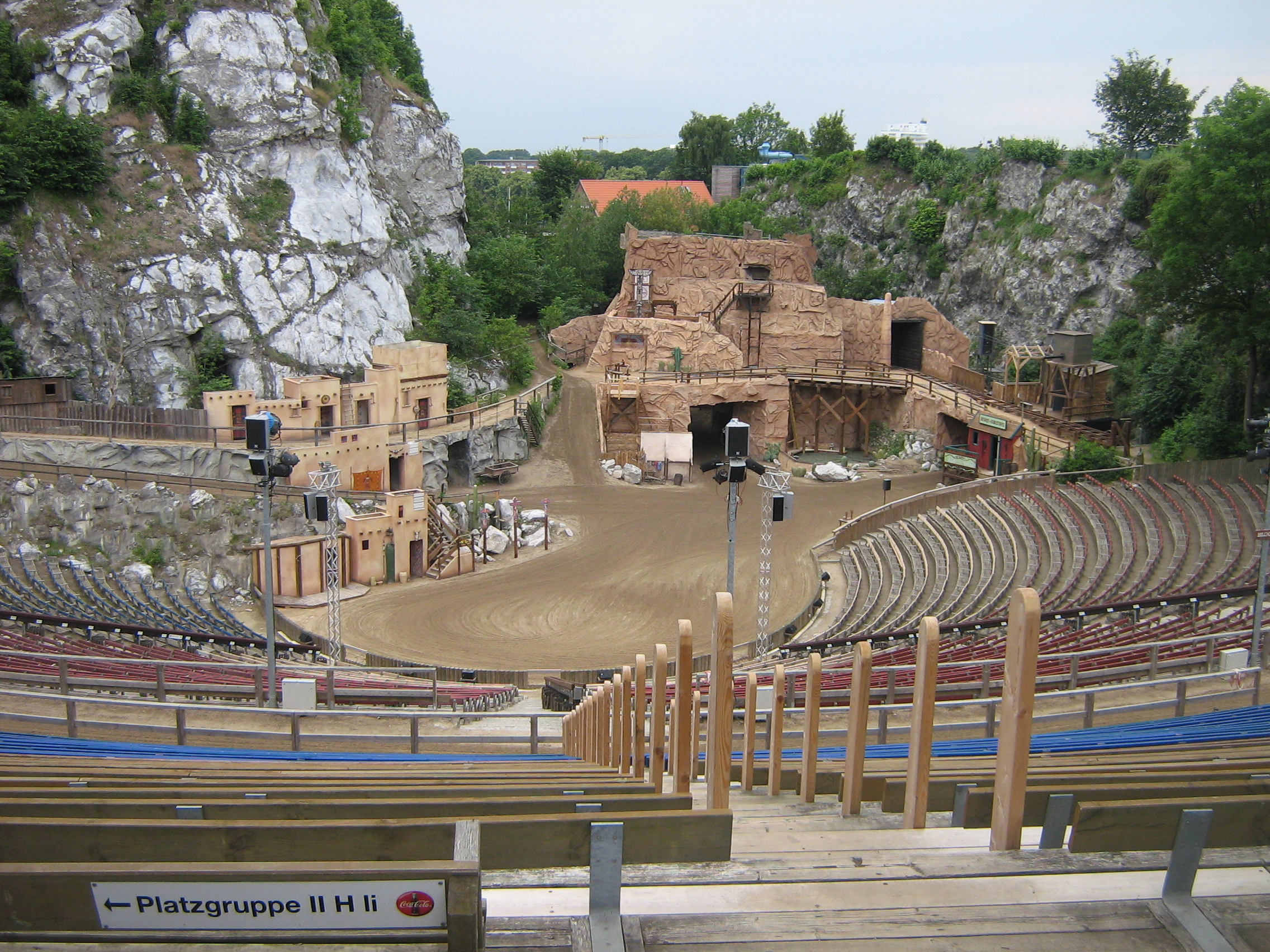
Le stade de Bad Segeberg

- 1992 : Les Cavaliers rouges (Old Surehand)
- 1993 : Der Ölprinz
- 1994 : Der Schatz im Silbersee
- 1995 : Winnetou I
- 1996 : Winnetou et le scout
- 1997 : Winnetou und Old Firehand
- 1998 : Parmi les vautours (Unter Geiern)
- 1999 : Halbblut

- 2000 : Der Ölprinz
- 2001 : Der Schatz im Silbersee
- 2002 : Im Tal des Todes

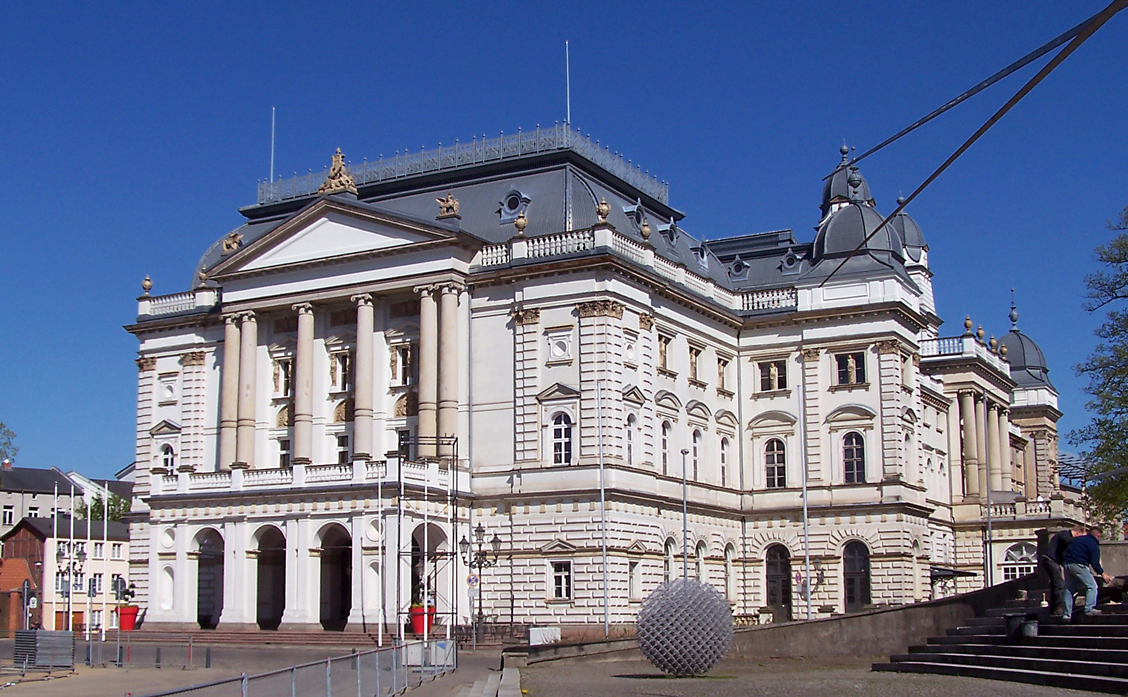
Le Théâtre Schwerin

- 2003 : Les Cavaliers rouges (Old Surehand)
- 2004 : Der Sohn des Bärenjägers
- 2005 : Winnetou und das Geheimnis der Felsenburg
- 2006 : Winnetou III

Mecklenburgischen Staatstheater de Schwerin
- 2007 : Vol au-dessus d'un nid de coucou (Einer flog über das Kuckucksnest)
- 2009 : Alexis Sorbas

## Distinctions

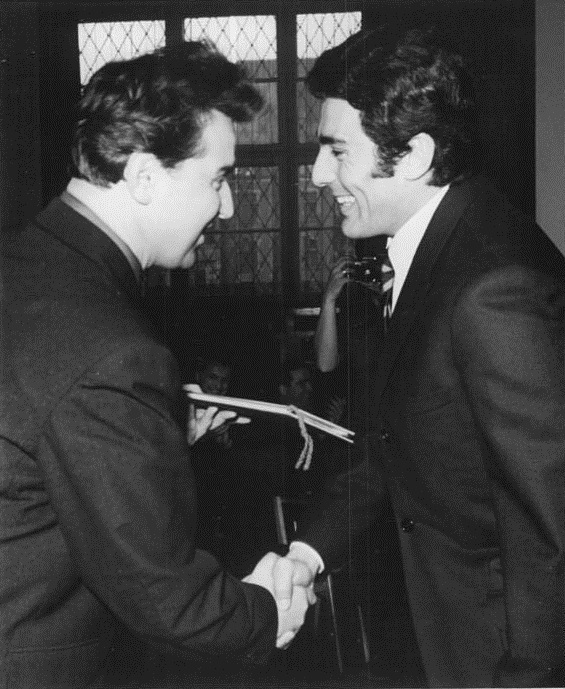
Gojko Mitić reçoit le Prix Artur-Becker-Medaille, en 1969, à Berlin.

- Artur-Becker-Medaille 1969, à Berlin[5] : prix pour sa représentation artistique
- UCI Filmpreis 1997[11] : prix du cinéma pour l'acteur le plus populaire
- Goldene Henne 2006, au Friedrichstadt Palast, à Berlin[8] : prix Goldene Henne pour les acteurs de DEFA
- Gebrüder Karic 2010, au Théâtre national de Belgrade[12] : prix Gebrüder Karic
- Goldene Nadel für Diaspora 2010, à Belgrade[12] : prix Goldene Nadel für Diaspora

## Honneur
L'astéroïde (147595) Gojkomitić est nommé en son honneur.